# Manfred Börner
Manfred Börner (Rochlitz, 16 marzo 1929 – Ulma, 15 gennaio 1996) è stato un fisico tedesco.
È considerato pioniere e inventore della messaggistica optoelettronica. Per i suoi numerosi contributi alla teoria e alla tecnica della trasmissione ottica, e in particolare per la sua proposta del 1965 di costruire sistemi di trasmissione ottica digitale basati su sezioni costituite da diodi laser a semiconduttore, cavi a fibre ottiche e fotodiodi, nel 1990 ha ricevuto il Premio Eduard Rhein.

## Biografia
Börner ha sviluppato il primo sistema di trasmissione dati fibra-ottica funzionante nel 1965. Ha ricevuto un brevetto per un "sistema di trasmissione elettro-ottico che utilizza laser". Dal 1954 al 1979 ha lavorato per la ditta tedesca Telefunken. Successivamente, dal 1979 al 1995, è stato professore presso l'Università Tecnica di Monaco.

## Onorificenze e premi

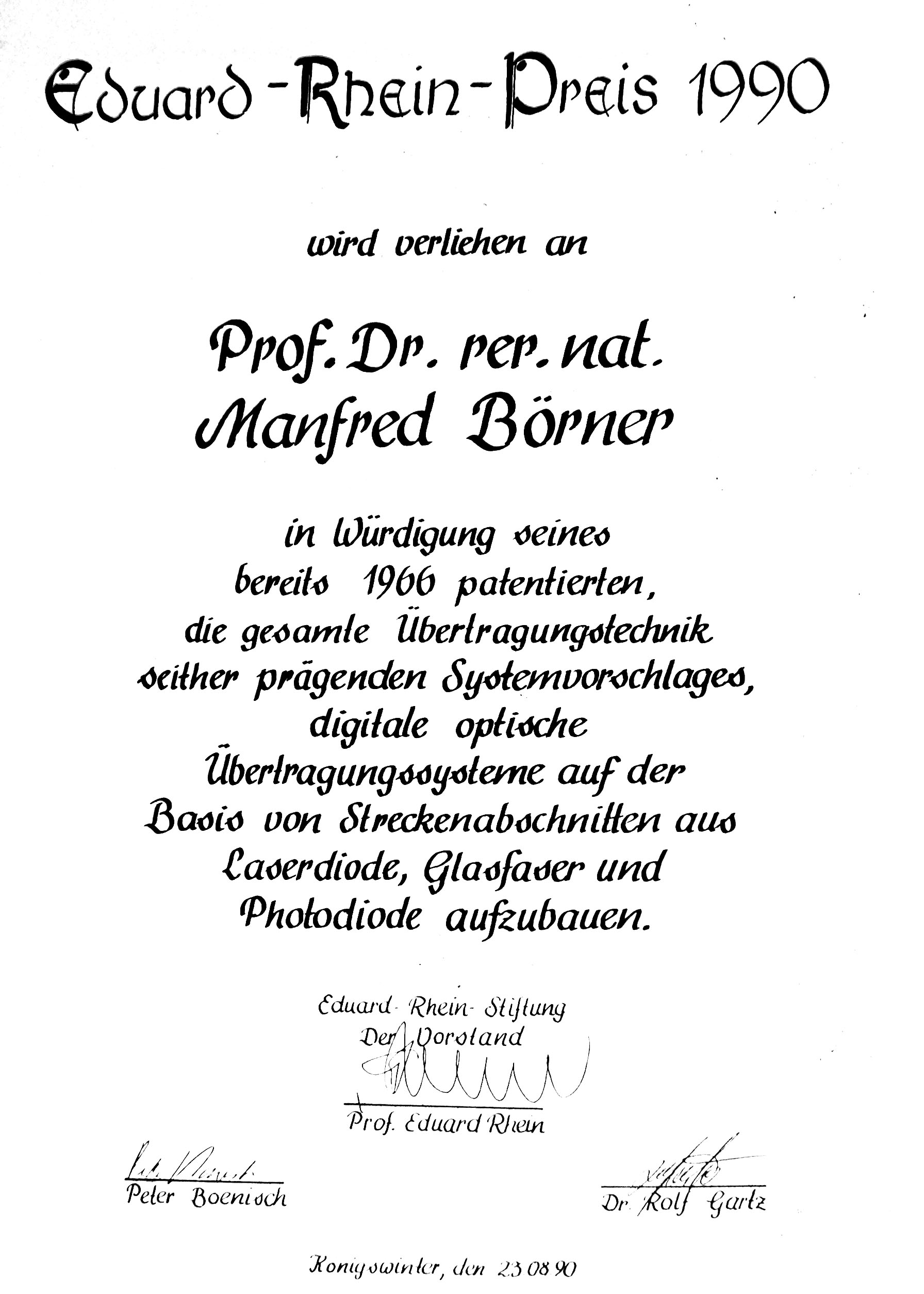
Certificato del Premio Eduard Rhein 1990

- 1962: Premio della Nachrichtentechnischen Gesellschaft (NTG dentro il VDE; oggi Informationstechnische Gesellschaft) per le competenze nel campo dei filtri elettromeccanici e della comunicazione power-line
- 1982: Fellow of the Institute of Electrical and Electronics Engineers (IEEE)
- 1990: Premio Eduard Rhein della Fondazione Eduard Rhein
- 1991: Elezione come membro dell'Accademia austriaca Academia Scientiarum et Artium Europaea
- 2013: Apertura della "Via Manfred Börner" a Ulma[5][6]